# Enar Josefsson
Enar Josefsson (n. 6 septembrie 1916, Åsele, Comitatul Västerbotten, Suedia – d. 18 decembrie 1989, Stockholm, Suedia) a fost un schior de fond ce a reprezentat Suedia, medaliat olimpic. A participat la o ediție a Jocurilor Olimpice (1952) în care a câștigat o medalie de bronz.